# Saison 1 de Babylon Berlin
Chronologie
Saison 2
Cet article présente la première saison du feuilleton télévisé Babylon Berlin. Cette saison a eu sa première en Allemagne le 13 octobre 2017 sur la chaîne payante Sky 1 Deutschland.
En France, elle est diffusée depuis le 27 août 2018 sur Canal+.

## Synopsis de la saison
L'action se déroule à Berlin en 1929.
La Reichswehr noire, un terme qui désigne un nombre de formations paramilitaires opposées à la république de Weimar et soutenues par des haut officiers de l’armée, essaie d'importer du gaz toxique de l'Union soviétique et de réarmer illégalement l'Allemagne.
August Benda et Karl Zörgiebel, hauts fonctionnaires de la police, enquêtent sur ce groupement. Tous les deux sont proches du parti social-démocrate, la principale force politique de la république de Weimar. Gereon Rath est un enquêteur qui s’est donné pour mission de trouver et de détruire un film utilisé pour faire chanter un politicien dans sa ville natale de Cologne. Charlotte Ritter fait des travaux ponctuels pour la police mais voudrait devenir enquêtrice criminelle.
Un mystérieux train russe arrive à Berlin avec le gaz toxique mais aussi avec des lingots d’or, qui ont appartenu à la noble famille Sorokin avant la révolution russe. Plusieurs factions veulent s’emparer de cet or : les Soviétiques, mais aussi une cellule trotskiste pour financer des activités anti-staliniennes en URSS. Cette cellule est dirigée par Kardakov, un violoniste. La comtesse Sorokina à des relations amoureuses avec Kardakov mais aussi avec Nyssen (un industriel d’extrême droite). Elle travaille comme chanteuse sous le nom masculin de Nikoros au Moka Efti mais est en fait une espionne soviétique.
Les communistes allemands, hostiles à l'extrême droite et aux sociaux-démocrates, sont représentés ici par la Dr. Völcker, une femme médecin. Une enquête sur des meurtres policiers lors des récentes manifestations communistes du 1er mai est en cours ; Gereon est un témoin clé.
«L'Arménien», qui dirige un réseau criminel, veut aussi mettre la main sur l'or. Il est le propriétaire de la boite de nuit Moka Efti. La comtesse Sorokina y travaille comme chanteuse, habillée en homme, sous le nom de Nikoros, et Charlotte, la seule de sa famille à gagner de l’argent, accroît ses maigres revenus dans le bordel du sous-sol. L'Arménien a des liens étroits avec un hypnothérapeute nommé Dr. Schmidt, un personnage énigmatique qui traite Gereon pour son stress de guerre.

## Distribution de la saison
- Volker Bruch : commissaire Gereon Rath
- Liv Lisa Fries : Charlotte Ritter
- Peter Kurth : commissaire Bruno Wolter
- Matthias Brandt : August Benda
- Leonie Benesch : Greta Overbeck
- Ernst Stötzner : le général major Kurt Seegers
- Denis Burgazliev (de) : colonel Trochin, diplomate soviétique
- Severija Janušauskaitė : Svetlana Sorokina
- Hannah Herzsprung : Helga Rath
- Ivan Shvedoff (de) : Alexeï Kardakov
- Lars Eidinger : Alfred Nyssen
- Anton von Lucke : Stephan Jänicke
- Mišel Matičević (de) : Edgar « L'Arménien »
- Fritzi Haberlandt : Elisabeth Behnke
- Jördis Triebel : Docteur Völcker
- Benno Fürmann : Ambassadeur et colonel Günther Wendt.
- Frank Künstler : « Saint Joseph »
- Jens Harzer : Le Docteur Schmidt
- Karl Markovics : Samuel Katelbach

## Épisodes

### Épisode 1
Berlin 1929. Gereon Rath a été prêté de Cologne à la brigade de mœurs de Berlin. Il est traité par un hypnothérapeute, le Dr Schmidt, pour ses troubles de stress post-traumatiques. Il cherche un film pornographique avec lequel un haut placé de Cologne est victime d’un chantage. Le Dr Schmidt et l'Arménien semblent être impliqués dans cette affaire. Kardakov, violoniste, et son amante, Sorokina, mènent une conspiration trotskiste contre Staline. Ils attendent un train soviétique, lequel intéresse aussi des officiers de l'armée allemande. Charlotte Ritter vit avec sa famille dans un taudis. Elle trouve des travaux ponctuels dans la police.

### Épisode 2
Interrogé par Gereon, König, un producteur de porno, se suicide, ce qui déclenche chez Gereon une de ses attaques de panique. Charlotte l'aide à la surmonter. Benda, chef de la police politique, accepte de soutenir Gereon dans sa recherche du film. Nikoros/Sorokina révèle à Trochin que Kardakov est le chef d'une cellule anti-staliniste. Trochin fait massacrer toute la cellule mais Kardakov survit.

### Épisode 3
Le train arrive à Berlin. Sorokina est arrêtée alors qu'elle tentait de s’emparer de l'or, lequel appartenait à sa famille avant la révolution. La police se prépare pour les manifestations du 1er mai. Bruno a un rendez-vous avec des militaires d’extrême droite dans un restaurant, ce qui est observé par Jänicke, un jeune policier.

### Épisode 4
Les manifestations communistes du 1er mai sont réprimées par la police. Une femme est tuée et la Dr. Völcker accuse la police. La Reichswehr noire, qui ne sait rien de l’or des Sorokin, veut récupérer le gaz toxique que le train soviétique contient. Sorokina est libérée par la police et elle réussit à convaincre son amant Kardakov de sa loyauté. Au Moka Efti, Charlotte est sollicitée par un client: Bruno Wolter, lequel promet de la soutenir dans son ambition de rejoindre la police, en échange de sexe et des informations sur Gereon.

### Épisode 5
Sorokina essaye de tuer Kardakov. Charlotte tente d’introduire son amie Greta dans le monde de la prostitution à mi-temps. Gereon propose à sa petite amie Helga de venir le rejoindre à Berlin. Il y a des manifestations de protestation contre les meurtres du 1er mai, mais la police rejette l'accusation sur les communistes. Charlotte mène l’enquête sur Sorokina. Gereon met son père (un policier lui aussi) au courant de ses recherches sur le film et il devient clair pour nous que l'Arménien est derrière le chantage.

### Épisode 6
L'Arménien promet à Kardakov une part de l'or, s'ils le trouvent. Greta fait la connaissance de Fritz, un jeune communiste. Gereon confesse à un prêtre sa liaison secrète avec Helga, la femme de son frère disparu dans la guerre. Il hésite à accéder à la demande de ses chefs de témoigner contre les communistes dans la sanglante affaire du 1er mai. Nyssen, le général Seegers et autres membres de la Reichswehr noire discutent de la manière de mettre la main sur le gaz toxique du train russe. Ils préparent un coup d'État.

### Épisode 7
Greta trouve un emploi comme femme de ménage chez les Benda. Le gaz toxique est découvert et Benda charge Gereon d’enquêter sur la Reichswehr noire, dont Bruno fait partie. Ce groupe pense que l'armée allemande a été trahie par la gauche et les juifs et ils essaient de la réarmer en violation du traité de paix. Un de ses membres, Nyssen, est arrêté par Benda et Zörgiebel. Charlotte enquête sur le meurtre des trotskistes et sur leur connexion avec le train.

### Épisode 8
En prison, Nyssen est interrogé sur le gaz et reçoit la visite de Sorokina, qui avoue l’avoir trahi. Le romance de Greta avec Fritz continue. Gereon apprend que Charlotte l’a trahi : elle a informé Bruno de ses troubles psychiques. Gereon apprend aussi que le film qu'il cherche est caché au Moka Efti. Après une fusillade dans le cabaret, Gereon s'empare du film. Il le regarde et est bouleversé de voir que le personnage masculin de la scène sadomasochiste est son propre père. Il détruit le film et dit à Helga qu’il ne retournera pas à Cologne.